# Faringdon Castle
Faringdon Castle är ett slott i Storbritannien.   Det ligger i grevskapet Oxfordshire och riksdelen England, i den södra delen av landet, 100 km väster om huvudstaden London. Faringdon Castle ligger 158 meter över havet.
Terrängen runt Faringdon Castle är huvudsakligen platt. Faringdon Castle ligger uppe på en höjd. Runt Faringdon Castle är det ganska tätbefolkat, med 207 invånare per kvadratkilometer. Närmaste större samhälle är Swindon, 18,3 km sydväst om Faringdon Castle. Trakten runt Faringdon Castle består till största delen av jordbruksmark.